# Barbus aloyi
Barbus aloyi är en fiskart som beskrevs av Roman, 1971. Barbus aloyi ingår i släktet Barbus och familjen karpfiskar. IUCN kategoriserar arten globalt som otillräckligt studerad. Inga underarter finns listade.